# François de Witt-Guizot
François de Witt-Guizot est un militaire et auteur français.

## Œuvres
- Inauguration d'un monument sur la tombe de Coligny, Chatillon-Coligny, 20 juin 1937 (1937)
- L'Alsace dans le roman français (1930)
- Les grandes étapes de la victoire (1914-1918), éditions Berger-Levrault (1923)
- Pour la foi et pour la patrie, études et discours (1912)
- L'Idée de patrie (1910)
- Le Paysan français dans le roman contemporain (1909)
- Les Réflexions de Monsieur Houlette, notes sur l'éducation (1909)
- Mon (1908)
- En regardant couler le Rhin, impressions d'Alsace (1906)
- Bulletin de l'Œuvre de la presse pour tous (1904)

## Distinctions
- Commandeur de la Légion d'honneur[2].